# Mountain View (condado de Santa Clara)
Mountain View é uma cidade localizada no estado norte-americano da Califórnia, no condado de Santa Clara. Foi incorporada em 7 de novembro de 1902.
É uma das maiores cidades do Vale do Silício e, por consequência, sede de várias companhias de grande porte. Google, Red Hat, Mozilla Foundation/Mozilla Corporation, AOL, Yahoo! e divisões da Microsoft (MSN, MSN Hotmail, Xbox) são algumas das companhias sediadas na cidade.

## Geografia
De acordo com o United States Census Bureau, a cidade tem uma área de 31,8 km², onde 31,1 km² estão cobertos por terra e 0,7 km² por água.

## Economia
Mountain View é uma das principais cidades que compõem o Vale do Silício, e tem muitas empresas notáveis do Condado de Santa Clara sediadas lá ou com uma grande presença. A sede corporativa do Google, o Googleplex, está localizado em Mountain View, assim como a Mozilla Foundation e sua subsidiária Mozilla Corporation. Outra grande empresa com sede corporativa na cidade é a empresa de software Symantec.

## Demografia
Segundo o censo nacional de 2010, a sua população é de 74 066 habitantes e sua densidade populacional é de 2 383,09 hab/km². Possui 33 881 residências, que resulta em uma densidade de 1 090,13 residências/km².